# 山口組
山口組（やまぐちぐみ）は、兵庫県神戸市に本部を置く暴力団で、日本最大規模の特定抗争指定暴力団。代数（現在の組長は6代目である）をつけて六代目山口組（ろくだいめやまぐちぐみ）とも呼ばれる。
組員数は約7,400人（構成員約3,500人、準構成員約3,800人）。2023年末時点で、山形・広島・沖縄の各県を除く44の都道府県に系列組織を置いている。住吉会・稲川会や、神戸山口組とともに、国家公安委員会から主要暴力団に位置づけられている。

## 概要
山口組の組員は1名の組長（親分）と数名の舎弟（弟分）および数十名の若中（子分）から成る計100人弱に過ぎないが、組長を除く全組員は、それぞれが少ないところで数十人、多いところで数千人の構成員を抱える暴力団組織の首領であり、直参（直系組長）と呼ばれる。
菱形の中に“山”の文字を描いた“山菱”（やまびし）と呼ばれる意匠のマークを組織の標章、いわゆる代紋としている。
2014年の米経済誌『フォーチュン』の調査によれば、山口組の収益は年間66億ドル、日本円で約7,150億円に及ぶとされる。これはロシアンマフィアに次ぎ、イタリアマフィアの最大組織・カモッラの収益を凌ぐ規模にあたる。なお、フォーチュンは当初、山口組の年間収益を800億ドル（約8兆6,800億円）と誤って報じたが、これは2006年に元公安調査官の菅沼光弘が記者会見にて「渡辺芳則が組長だった五代目山口組時代（1989年から2005年）の収入は8,000億円」と発言したものを誤訳した為である。

## 来歴

### 黎明

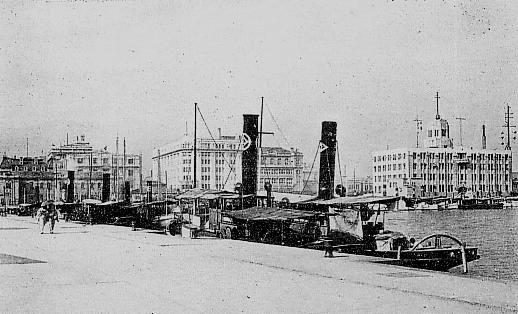
日露戦争従軍を終えた山口春吉は折から急激な発展を見せていた神戸港に新天地を求め、海運業の労務者となってのち大嶋組に下属。その大嶋組を率いた大嶋秀吉の主従関係を上位に辿ればやがては九州筑豊の吉田磯吉に行き着いた。 ― 1930年頃の神戸港

“神戸ヤクザの頂点”と言われる「運河ノ親分」こと大嶋秀吉が率いた大嶋組の傘下にて、山口春吉が沖仲仕を集め、自分の姓を冠した山口組を結成した。当時はおよそ50名の労務者を抱える組織で、神戸市兵庫区の西出町内の民家に、“山口組”の看板を掲げた事務所を構えた。時に1915年（大正4年）のことである。
しばらくは大嶋組の傘下にあって活動したものの、いつしかその勢力は本家の大嶋組を凌ぐものとなり、1925年（大正14年）における春吉の長男で「切戸の親分」登の二代目襲名を経て、神戸中央卸売市場の開設に伴う利権を巡り大嶋組と対立、死者を伴う激しい抗争の末に同卸売市場の運搬作業の独占権を得るに至り、1932年（昭和7年）をもって大嶋組から独立した。

### 三代目〜急成長
1942年（昭和17年）における山口登の死後、しばらくは跡目が決することなく組長不在の状態にあったものの、1946年（昭和21年）に田岡一雄を首領に据えた三代目体制が発足。この田岡率いる三代目体制下にあって、昭和30年代（1955〜1964）から昭和40年代（1965〜1974）にかけて日本全国各地へ進出、対立抗争を繰り返しながら急速に勢力を拡大していった。
田岡襲名時の山口組の総勢はわずか33人に過ぎないものであった。それが1965年（昭和40年）までに、傘下424団体、総勢9,450名を数える巨大組織に発展。その間に当事者となった対立抗争は日本の各地を舞台としたもので、「小松島抗争」、「明友会抗争」、「鳥取抗争」、「博多事件」、「広島代理戦争」、「松山抗争」などが主要なそれであった。

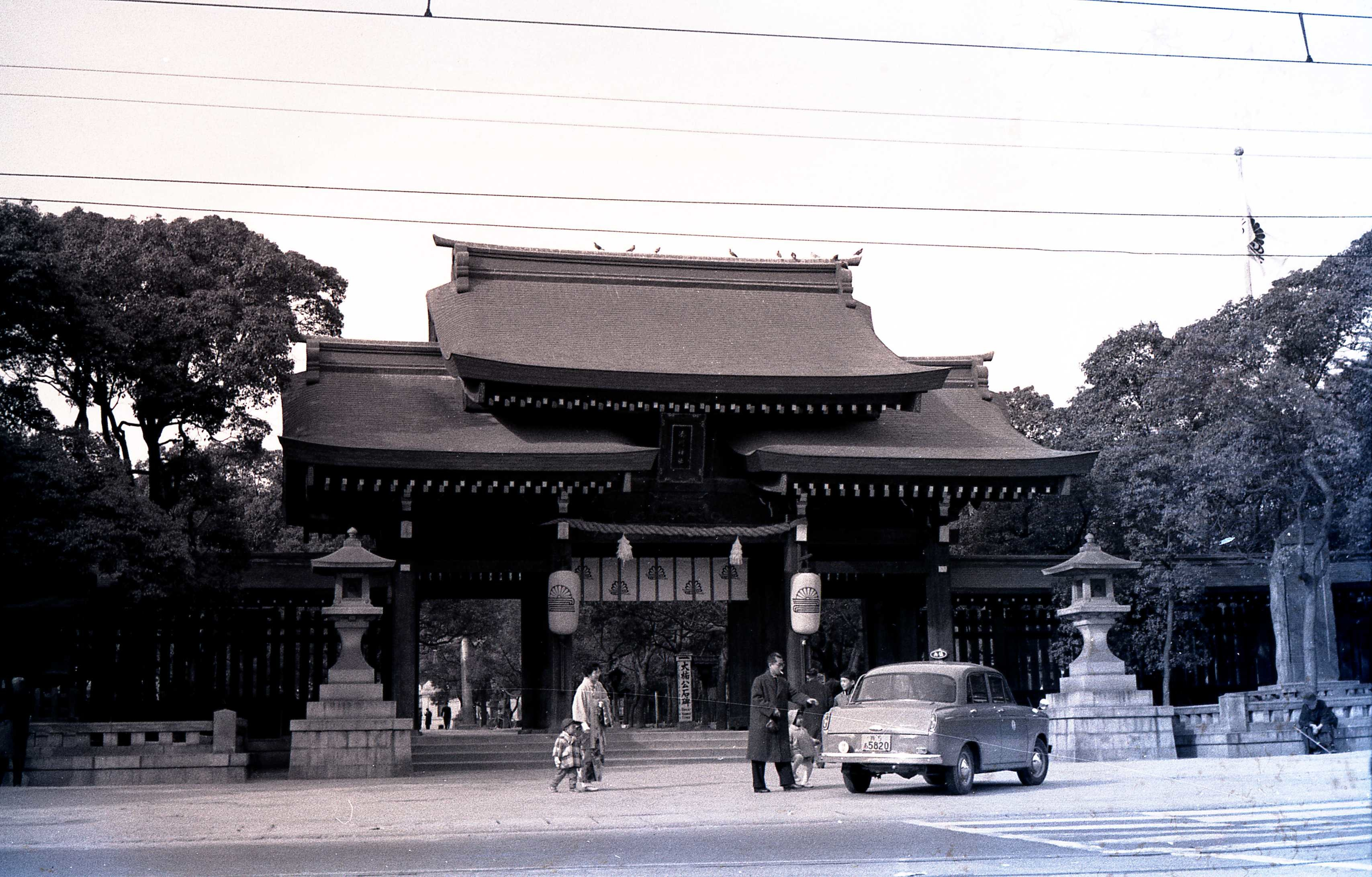
1971年9月25日、「麻薬撲滅決起集会」を開催した湊川神社（その9年前1962年撮影）

警察当局によるいわゆる「第一次頂上作戦」のさなかで直系組長らの脱退と直系組織の解散が相次ぐに至り、一時期弱体化するも、勢力の回復を経て、田岡の死去の前年にあたる1980年（昭和55年）までに、2府33県に559団体、1万1800人あまりの総勢を擁する組織に成長した。そうした三代目体制期を築いた田岡は山口組の中興の祖として記憶されるに至った。
1971年（昭和46年）9月5日、山本健一が若頭に就任。山本が責任者となって麻薬追放、国土浄化連盟を結成した。さらに同月25日には、神戸市生田区（現在の中央区）の湊川神社で「麻薬撲滅決起集会」を開催した。

### 四代目から21世紀へ
1984年（昭和59年）における竹中正久の襲名によって四代目体制が発足するも、これを不服とした勢力が離反し、一和会を結成。これを相手とする大規模な抗争（→山一抗争）に突入した。その過程で抗争相手の一和会により暗殺された竹中に代わって、抗争が終結するに至った1989年（平成元年）、傘下の有力組織・山健組を率いた渡辺芳則を首領に据える五代目体制が発足。暴力団対策法施行の年でもあった1992年（平成4年）には、直系組織総数が三代目体制下の1963年（昭和38年）以来の最大数（120超）を記録した。

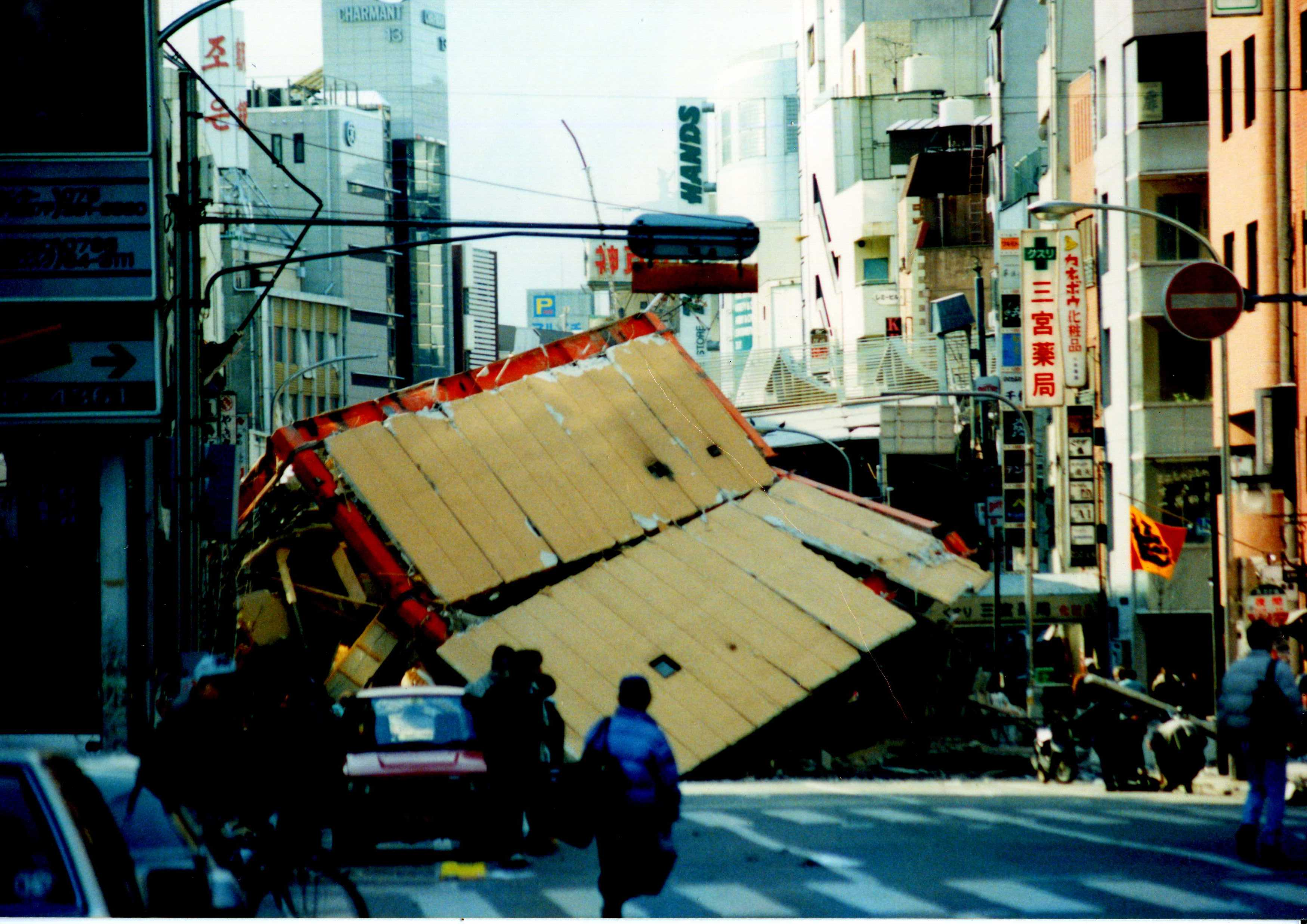
1995年1月17日に阪神・淡路大震災が発生すると、渡辺自身の陣頭指揮による組織ぐるみの災害救援活動を展開した

五代目体制期の1995年（平成7年）1月17日に阪神・淡路大震災が発生すると、渡辺自身の陣頭指揮による組織ぐるみの災害救援活動を展開。その活動は神戸新聞社の記者でさえ『半端なものではなかった』と言わしめた。
1997年（平成9年）になると五代目体制開始以来の非常事態と言われた「宅見若頭射殺事件」が発生。この事件は以後の組織に混迷をもたらす未解決の懸案事項となった。
2004年（平成16年）より渡辺は長期休養に入るとともに組織運営の全権を執行部へと委譲していたが、翌年の2005年（平成17年）7月に引退を表明。予期なき突然の引退であった。ここに16年間の長きにわたった五代目体制が終焉。そして、若頭の役にあった司忍の新たな襲名をもって、同年のうちに六代目体制が発足し現在に至っている。

### 山口組分裂抗争（2015年〜）
2015年（平成27年）8月には、司忍や髙山清司の出身母体にあたる名古屋の弘道会と関西地方の山健組を筆頭とする諸団体との不和が表面化し、事実上の分裂事態が発生した。同年9月には離脱した13団体と新加入した1団体が新組織・神戸山口組を結成、初会合を開いたと報じられている。分裂後、山口組と神戸山口組のそれぞれの傘下団体が関係する事件が2016年（平成28年）3月6日までに20都道府県で49件発生しており、警察庁は対立抗争状態と認定している。その後、同年3月7日に警察が対立抗争状態と認定してから2023年（令和5年）末までに26都道府県で100件発生している。
2016年（平成28年）4月、神戸山口組と共に、特定抗争指定暴力団への指定が検討されることとなる。
2017年（平成29年）5月には神戸山口組から任俠団体山口組（後の絆会）が分裂したことで、事実上山口組は3団体に分裂した。六代目山口組は、この任俠団体山口組ならびに後身にあたる絆会（絆会への改称前は2020年1月11日まで任侠山口組）も敵視する姿勢を取り、両者間で抗争に関連する事件は、2017年（平成29年）4月30日から2019年（令和元年）末までに8件発生した。
2020年（令和2年）1月、山口組は神戸山口組と共に両組織の拠点がある兵庫、愛知、大阪、京都、岐阜、三重の6府県の公安委員会により特定抗争指定暴力団に指定された。
2022年（令和4年）12月、神戸山口組を脱退した池田組と共に岡山、兵庫、愛知、三重の4県の公安委員会により特定抗争指定暴力団に指定された。更に、池田組とは2023年末までに3都道府県で9件発生している。
2025年（令和7年）4月10日、山口組は対立する神戸山口組との抗争を「終結する」と兵庫県警に対し宣言した。

## 綱領と組指針
山口組は以下の「綱領」を定めている。
山口組は侠道精神に則り国家社会の興隆に貢献せんことを期す。
- 一、内を固むるに和親合一を最も尊ぶ。
- 一、外は接するに愛念を持し、信義を重んず。
- 一、長幼の序を弁え礼に依って終始す。
- 一、世に処するに己の節を守り譏を招かず。
- 一、先人の経験を聞き人格の向上をはかる。

この5か条の「綱領」は田岡三代目時代に制定されたもので、定例会などの行事の際に唱和される。加えて、年度ごとに定められる「組指針」がある。

## 歴代組長
|        | 氏名     | 在任期間        | 備考                         |
| ------ | -------- | --------------- | ---------------------------- |
| 初代   | 山口春吉 | 1915年 - 1925年 |                              |
| 二代目 | 山口登   | 1925年 - 1942年 | 山口春吉の実子               |
| 三代目 | 田岡一雄 | 1946年 - 1981年 |                              |
| 四代目 | 竹中正久 | 1984年 - 1985年 | 竹中組組長                   |
| 五代目 | 渡辺芳則 | 1989年 - 2005年 | 二代目山健組組長             |
| 六代目 | 司忍     | 2005年 - 現在   | 弘田組組長・二代目弘道会総裁 |

## 歴代若頭
山口組における若頭は、組長に次ぐナンバー2の立ち位置にあたり、稲川会にいう「理事長」、政党にいう「幹事長」や「書記長」、学校にいう「教頭」に相当する。
二代目時代
- 大長一雄[31]
- 澄田寿三（1940年 - 1942年）

三代目時代
- 山田久一（1946年 - 1950年） -  解任
- 安原政雄（1950年 - 1955年） - 辞任
- 地道行雄（1955年 - 1968年）※一時期、若頭の役を降りていた期間がある - 解任
- 梶原清晴（1968年 - 1971年） - 事故死
- 山本健一（1971年 - 1982年） - 病死

三代目代行時代
- 竹中正久（1982年 - 1984年） -  四代目山口組組長へ昇格

四代目時代
- 中山勝正（1984年 - 1985年） - 一和会により暗殺

四代目代行時代
- 渡辺芳則（1985年 - 1989年）- 五代目山口組組長へ昇格

五代目時代
- 宅見 勝（1989年 - 1997年） - 中野会により暗殺
- 司 忍（2005年） - 六代目山口組組長へ昇格

六代目時代
- 髙山清司（2005年 - 2025年)
- 竹内照明（2025年- ）

## 六代目山口組
主たる事務所（本部）は兵庫県神戸市灘区篠原本町4-3-1である。一次団体にあたるこの本部「山口組本家」に対し、二次団体の首領は「本家」に直に繋がる組長という意味を込めて「直系組長」あるいは「直参」（じきさん）と呼ばれ、「本家」にあってはそれぞれ、「組長の弟」を意味する「舎弟」（6名）あるいは「組長の子供」を意味する「若衆（若中）」（約80名）の役職名を与えられている。
日本全国に所在する直系組織は「関東・北海道」「中部」「大阪北」「大阪南」「阪神」「中国・四国」ならびに「九州」という7つのブロックに分割され、各ブロックの長は執行部の組員から選出される。この「ブロック制」は五代目体制発足直後の1990年に全国の暴力団に先駆けて導入されたもので、当初は「大阪中」のブロックも存在していたものの、2007年に廃止された結果、全国で7ブロックとなった。各ブロックごとに毎月「ブロック会議」と呼ばれる会合を開いており、各ブロック長は管轄地域の直系組長と執行部との伝達役のような役割を担っている。

### 組織図
| 役職 | 氏名  | 出身団体                | 在任期間         |
| ---- | ----- | ----------------------- | ---------------- |
| 組長 | 司 忍 | 弘田組 （二代目弘道会） | 2005年7月 - 現在 |

### 相談役
| 役職   | 氏名     | 二次団体              | 本部           |
| ------ | -------- | --------------------- | -------------- |
| 相談役 | 髙山清司 | 三代目弘道会 （総裁） | 名古屋市中村区 |

### 執行部
| 役職                           | 氏名       | 二次団体       | 本部             |
| ------------------------------ | ---------- | -------------- | ---------------- |
| 若頭                           | 竹内照明   | 三代目弘道会   | 名古屋市中村区   |
| 舎弟頭                         | 青山千尋   | 二代目伊豆組   | 福岡市中央区     |
| 本部長                         | 森尾卯太男 | 大同会         | 鳥取県米子市     |
| 若頭補佐・阪神中四国ブロック長 | 安東美樹   | 二代目竹中組   | 兵庫県姫路市     |
| 若頭補佐・大阪南ブロック長     | 津田 力    | 四代目倉本組   | 和歌山県和歌山市 |
| 若頭補佐・大阪北ブロック長     | 秋良東力   | 秋良連合会     | 大阪市浪速区     |
| 若頭補佐・九州ブロック長       | 生野靖道   | 四代目石井一家 | 大分県大分市     |
| 若頭補佐                       | 山下 昇    | 極粋会         | 大阪府東大阪市   |
| 若頭補佐                       | 中田浩司   | 五代目山健組   | 神戸市中央区     |
| 若頭補佐                       | 加藤徹次   | 六代目豪友会   | 高知県高知市     |

### 顧問
| 役職 | 氏名     | 二次団体     | 本部         |
| ---- | -------- | ------------ | ------------ |
| 顧問 | 藤井英治 | 五代目國粹会 | 東京都台東区 |

### 舎弟
| 役職 | 氏名     | 二次団体       | 本部         |
| ---- | -------- | -------------- | ------------ |
| 舎弟 | 青野哲也 | 七代目一力一家 | 浜松市中央区 |
| 舎弟 | 野村 孝  | 三代目一会     | 大阪市北区   |
| 舎弟 | 高木康男 | 六代目清水一家 | 静岡市清水区 |

### 幹部
| 役職                 | 氏名     | 二次団体         | 本部         |
| -------------------- | -------- | ---------------- | ------------ |
| 幹部・北海道地区長   | 茶谷政雄 | 茶谷政一家       | 札幌市白石区 |
| 幹部・組織委員長代理 | 吉村俊平 | 四代目吉川組     | 大阪市中央区 |
| 幹部・事務局長       | 篠原重則 | 二代目若林組     | 香川県高松市 |
| 幹部                 | 佐藤光男 | 落合金町連合     | 東京都台東区 |
| 幹部                 | 薄葉政嘉 | 十一代目平井一家 | 愛知県豊橋市 |

### 大阪若中
| 役職 | 氏名     | 二次団体     | 本部         |
| ---- | -------- | ------------ | ------------ |
| 若中 | 能塚 恵  | 三代目一心会 | 大阪市中央区 |
| 若中 | 布川皓二 | 二代目中西組 | 大阪市中央区 |
| 若中 | 里 照仁  | 二代目中島組 | 大阪市淀川区 |
| 若中 | 鈴川驗二 | 六代目早野会 | 大阪市平野区 |
| 若中 | 新井錠士 | 二代目章友会 | 大阪市北区   |
| 若中 | 金田芳次 | 二代目大原組 | 大阪市東成区 |
| 若中 | 植野雄仁 | 二代目兼一会 | 大阪市中央区 |

### 他都道府県若中
| 役職 | 氏名       | 二次団体                        | 本部             |
| ---- | ---------- | ------------------------------- | ---------------- |
| 若中 | 清田健二   | 十代目瀬戸一家                  | 愛知県瀬戸市     |
| 若中 | 北島 虎    | 二代目杉組                      | 名古屋市中村区   |
| 若中 | 貝本 健    | 貝本会                          | 名古屋市中川区   |
| 若中 | 田中三次   | 三代目稲葉一家                  | 熊本県熊本市     |
| 若中 | 田堀 寛    | 二代目名神会                    | 名古屋市中区     |
| 若中 | 塚本修正   | 藤友会                          | 静岡県富士市     |
| 若中 | 一ノ宮敏彰 | 二代目一道会 （総裁）           | 福岡市中央区     |
| 若中 | 浜田重正   | 二代目浜尾組                    | 横浜市中区       |
| 若中 | 波入信一   | 八代目奥州会津角定一家 （総裁） | 福島県会津若松市 |
| 若中 | 中山和廣   | 三代目矢嶋組                    | 愛媛県今治市     |
| 若中 | 井上茂樹   | 二代目大石組                    | 岡山市北区       |
| 若中 | 平松大睦   | 二代目源清田会                  | 新潟市西蒲区     |
| 若中 | 小林良法   | 三代目心腹会                    | 徳島県徳島市     |
| 若中 | 森 健司    | 三代目司興業                    | 名古屋市中区     |
| 若中 | 杉山志津雄 | 三代目愛桜会                    | 三重県四日市市   |
| 若中 | 野元信孝   | 三代目岸本組                    | 神戸市中央区     |
| 若中 | 小牧利之   | 三代目小西一家                  | 静岡市駿河区     |
| 若中 | 竹嶋利王   | 二代目良知組                    | 静岡県富士宮市   |
| 若中 | 戸塚幸裕   | 二代目國領屋一家                | 浜松市中央区     |
| 若中 | 山田 一    | 三代目杉本組                    | 岡山県津山市     |
| 若中 | 川合彰典   | 二代目旭導会                    | 北海道旭川市     |
| 若中 | 水島秀章   | 四代目益田組                    | 横浜市中区       |
| 若中 | 関谷弘志   | 五代目誠友会                    | 札幌市中央区     |
| 若中 | 上野真慶   | 八代目奥州会津角定一家          | 福島県会津若松市 |
| 若中 | 定松茂伸   | 二代目一道会                    | 福岡市中央区     |

## 他団体関係

### 友好団体
山口組では昭和期以降、日本各地の暴力団組織との間で影響下に入れる狙いも含め、様々な形の協力関係を締結してきた。特に司忍率いる六代目体制に入って以降は、『盃外交』と呼ばれる活発な他団体交流を展開し、かつての反目組織すら含む日本各地の暴力団組織と友好関係を構築した。
- 双愛会 - 1946年より組織間関係を持つ。なお2016年より、七代目会長・椎塚宣を司忍が後見している。
- 東声会 - 1963年より組織間関係を持つ。
- 稲川会 - 1972年より組織間関係を持つ。なお2006年より、内堀和也と竹内照明が兄弟分となっている。
- 共政会 - 1990年より組織間関係を持つ。なお2020年より、六代目会長・荒瀬進と安東美樹が兄弟分となっている[36]。
- 福博会 - 1993年より組織間関係を持つ。なお2020年より、四代目会長・金城國泰を髙山清司が後見している。
- 合田一家 - 1994年より組織間関係を持つ。なお2009年より、七代目総長・末廣誠を髙山清司が後見している。
- 会津小鉄会 - 2005年より組織間関係を持つ。なお2021年より、七代目会長・金子利典を髙山清司が後見している。
- 親和会 - 2007年より組織間関係を持つ。なお会長・吉良博文と伊豆組相談役・光安克明が兄弟分となっている。
- 松葉会 - 2007年より組織間関係を持つ。

### 非友好団体
関東地方を本拠地とする住吉会は、山口組と数多の抗争事件を引き起こしてきたが、組長の司忍が出所した2011年をもって正式な組織間交際関係を樹立。山口組関係者の言によれば、六代目山口組が組織ぐるみの縁を持たないのは、工藤會と道仁会のみとされる。
また、山口組は2006年7月からIDカードを用いたセキュリティ認証機構を総本部に導入、前代未聞の事態であるとして注目を集めたが、これは総本部への道仁会による攻撃を警戒してのものであったのだという。